# SN 2005U
SN 2005U – supernowa typu IIb odkryta 30 stycznia 2005 roku w galaktyce NGC 3690. W momencie odkrycia miała maksymalną jasność 16,20m.